# Juliusz Zarębski
Œuvres principales
- Les roses et les épines, cycle pour piano op. 13
* Quintette avec piano op. 34

Juliusz Zarębski est un compositeur romantique et pianiste polonais, né le 3 mars 1853 à Jytomyr (actuellement en Ukraine), où il est décédé le 15 septembre 1885.

## Biographie
Il étudie le piano et la composition de 1870 à 1872 au conservatoire de Vienne (il y découvre Wolfgang Amadeus Mozart, Joseph Haydn, Ludwig van Beethoven, Franz Schubert, Johannes Brahms...), d'où il ressort précocement diplômé, puis trois mois au Conservatoire de Saint-Pétersbourg en 1873. Il effectue ensuite ses premières tournées de concert en Russie et en Ukraine. En 1874, il se rend à Rome où il devient l'élève (très apprécié) de Franz Liszt qui complète sa formation en piano et composition durant un an et demi. Zarębski reprend ensuite ses tournées de concert en Europe (à Rome, Paris, Londres, Varsovie...). En 1880, sans doute sur la recommandation de Liszt avec lequel il est resté en relations amicales, il devient professeur au Conservatoire de Bruxelles, nanti alors d'une grande réputation de pianiste virtuose. En outre, depuis quelques années, il a commencé à composer des pièces pour piano, influencées par Frédéric Chopin et par son maître Franz Liszt. Une de ses œuvres les mieux connues pour son instrument est sans doute le cycle Les roses et les épines (titre original) de 1883. Cette année-là, il commence à ressentir les premiers symptômes de la tuberculose qui l'emportera deux ans plus tard. Il renonce alors à sa carrière de pianiste au profit de la composition. Sa dernière œuvre achevée (en mars 1885), son quintette avec piano — une autre de ses partitions majeures, dédiée à Liszt —, est créée le 30 avril 1885 à Bruxelles, avec lui-même au piano. Il meurt moins de cinq mois après, au même âge que Schubert.

## Œuvres (sélection)
Compositions pour piano à deux mains, sauf mention contraire ; l'année est celle de la publication, excepté le Quintette avec piano.
- 1879 : Étude de concert en sol majeur op. 3 ;
- 1880 : 3 danses galiciennes (4 mains) op. 2 ; 4 mazurkas (4 mains) op. 4 ;
- 1881 : 2 morceaux en forme de mazurka (4 mains) op. 5 ; Grande polonaise en fa majeur op. 6 ; 3 études de concert op. 7 ;
- 1882 : Concert-mazurka en ut mineur op. 8 ; Fantaisie polonaise op. 9 ; Polonaise mélancolique op. 10 ; Polonaise triomphale (4 mains) op. 11 ;
- 1883 : Divertissement à la polonaise (4 mains) op. 12 ; Les roses et les épines, cycle de 5 pièces op. 13 ; Impromptu-caprice op. 14 ; Mazurka de concert n° 2 en sol mineur op. 15 ; Suite polonaise op. 16 ;
- 1884 : Valse sentimentale op. 17 ; Ballade en sol mineur op. 18 ; Novellette-caprice op. 19 ; Sérénade burlesque op. 20 ; Berceuse op. 22 ; À travers la Pologne (4 mains) op. 23 ; Valse-caprice op. 24 ;
- 1885 : Tarantelle op. 25 ; Sérénade espagnole op. 26 ; Étrennes op. 27 ; Polonaise op. 28 ; Gavotte op. 29 ; Valse op. 30 ; Barcarolle op. 31 ; Menuet op. 32 ; Quintette avec piano en sol mineur op. 34 (publication 1931).